# Leah Ashton
Leah Ashton es una novelista australiana. En 2014 recibió el premio RITA a mejor serie de romance contemporáneo por la novela Why Resist a Rebel? del año 2013.

## Biografía
Ashton vive en Perth, Australia Occidental. Además de su labor literaria, trabaja como mánager de proyectos en una universidad.

## Premios
- 2014 - Premio RITA a mejor serie de romance contemporáneo por la novela Why Resist a Rebel?[2]